# Hackelia murgabica
Hackelia murgabica är en strävbladig växtart som beskrevs av Chukavina. Hackelia murgabica ingår i släktet Hackelia och familjen strävbladiga växter. Inga underarter finns listade i Catalogue of Life.